# Jacob Burns
Jacob Geoffrey Burns (* 21. April 1978 in Sydney) ist ein ehemaliger australischer Fußballspieler, der zuletzt für Perth Glory aktiv war.

## Vereinskarriere
Jacob Burns begann seine fußballerische Laufbahn beim lokalen Team Sydney United. Danach wechselte er zum Ortsrivalen Parramatta Power, die er 2000 verließ, um dem Premier-League-Klub Leeds United beizutreten. Dort kam er allerdings nie über die Rolle des Ergänzungsspielers heraus und absolvierte in drei Jahren lediglich elf Spiele.
Nachdem sein Vertrag ausgelaufen war, wechselte er 2003 zum FC Barnsley.  Er verbrachte drei Spielzeiten bei Barnsley die wesentlich erfolgreicher waren als seine Zeit in Leeds. In 91 Spielen kam er dort auf 8 Tore und eine Vorlage. Außerdem spielte er dort gelegentlich als Kapitän.
Um eine Chance zu haben in der UEFA Champions League zu spielen, wechselte er 2006 zum damaligen polnischen Meister Wisła Krakau. Da Burns sich in seiner Krakauer Zeit sehr gut mit seinem Trainer Dan Petrescu verstand, folgte er ihm, als dieser im Jahr 2009 zum rumänischen Verein Unirea Urziceni wechselte. Dort gewann er die Meisterschaft 2009.
Obwohl er in seiner ersten Saison in Rumänien relativ häufig zum Einsatz kam und auch respektable Leistungen zeigte, entschloss er sich zu einer Rückkehr in sein Heimatland. Am 4. Mai 2009 wurde bekannt, dass Burns einen Drei-Jahres-Vertrag mit dem A-League-Klub Perth Glory ausgehandelt hat. In Perth wurde er direkt zum Mannschaftskapitän ernannt.
In der Saison 2011/12 erreichte er mit Perth das Grand Final und wurde trotz einer Niederlage gegen Brisbane Roar mit der Joe Marston Medal als  bester Spieler des Finals ausgezeichnet. Am 23. November 2013 absolvierte er mit der Partie gegen die Central Coast Mariners sein 100. Spiel für Perth Glory.
Am 4. April 2014 gab Burns seinen Rücktritt vom Profifußball bekannt.

## Internationale Karriere
Sein Debüt für die Australische Nationalmannschaft machte er im Jahr 2000. Er kam in den Jahren zwischen 2000 und 2010 zwar nicht regelmäßig zum Einsatz, wurde aber immer mal wieder berufen.  Beispielsweise reichte in seiner Zeit beim FC Barnsley das Niveau seines Vereinsfußballs nicht für eine Nominierung aus.
Sein letztes Spiel für die Nationalmannschaft absolvierte er im Jahr 2010, beim Freundschaftsspiel gegen Indonesien.

## Erfolge
- Rumänischer Meister: 2009